# Lac Égorgéou
Le lac Égorgéou est un lac du Queyras, une vallée du département des Hautes-Alpes en France.
Il est un lieu de passage du GR 58 et est situé au pied de la crête de la Taillante. Il est très proche de deux autres lacs, dont le lac Baricle.
On y accède en montant depuis l'Echalp, ou bien en descendant depuis le col Vieux, en passant par le lac Foréant.